# MaK G 1206
De MaK G 1206 is een Duitse dieselhydraulische locomotief, gebouwd door Maschinenbau Kiel (MaK) en zijn opkoper Vossloh. Er zijn vooralsnog 246 exemplaren van gebouwd sinds 1997. In Nederland is/was de G 1206 onder andere in gebruik bij ACTS, Lineas, Locon, ERS Railways, Captrain, Rurtalbahn, Independent Rail Partner, LTE, Rail Force One en Strukton.